# Parafia Matki Bożej Anielskiej w Horoszkach Dużych
Parafia pw. Matki Bożej Anielskiej w Horoszkach Dużych – parafia rzymskokatolicka, należąca do dekanatu Sarnaki, diecezji drohiczyńskiej, metropolii białostockiej.
Dnia 1 września 2024 roku JE ksiądz Biskup Piotr Sawczuk mianował administratorami parafii Braci Kapucynów z Serpelic. Parafia w Horoszkach Dużych została włączona do Parafii Braci Mniejszych Kapucynów w Serpelicach.

## Proboszczowie
- ks. Rafał Roguziak (do 2024)[3]
- Łukasz Szokaluk OFMCap (2024– )[3]